# Einarr Skúlason
Einarr Skúlason (1100 – dopo il 1159) è stato un poeta e prete islandese.
Si considera il poeta di lingua norrena più influente del XII secolo. Suoi componimenti sono conservati nello Heimskringla, nel Flateyjarbók, nel Morkinskinna, nel Fagrskinna e nello Skáldskaparmál.

## Biografia
Einarr discendeva dalla famiglia dello scaldo e fuorilegge Egill Skallagrímsson, ma per la maggior parte della sua vita abitò in Norvegia. Visse durante i regni di Sigurðr Magnusson, Haraldr IV e di Øystein II di Norvegia e i primi anni di Haakon II. In quel periodo la Norvegia era attraversata dalla guerra civile.

## Opere
Di Einarr si conoscono ben 12 componimenti più vari frammenti. L'opera meglio conosciuta è il Geisli (Raggio di luce) in onore di sant'Olaf, che fu recitata nella chiesa di Nidaros alla presenza dei tre norvegesi Eysteinn, Inge e Sigurðr e dell'arcivescovo Jón Birgersson. Dopo il 1157 compose l'Elfarvísur su commissione di Gregorius Dagsson, per celebrare la sua vittoria contro Haakon II Herdebrei sul Göta älv. Sempre a questa data risale anche l'Eysteinsdrápa, canto che celebra re Eysteinn II.
Altre opere di Einarr sono:
- Sigurðardrápa
- Haraldsdrápa I
- Haraldsdrápa II
- Haraldssonakvæði
- Sigurðardrápa
- Runhenda
- Ingadrápa
- Øxarflokkr
- Alcune lausavísur senza titolo
- Frammenti (18 strofe)